# Buller Rugby
Buller es una selección provincial de Nueva Zelanda que representa a la Buller Rugby Football Union de la ciudad de Westport en competencias domésticas de rugby.
Desde el año 2006 participa en el Heartland Championship.
En el Super Rugby es representado por el equipo de Crusaders.

## Historia
Desde el año 1976 hasta el 2005 participó en el National Provincial Championship la principal competencia entre clubes provinciales de Nueva Zelanda.
Desde el año 2006 ingresa al Heartland Championship, en la que ha logrado dos subcampeonatos y una Lochore Cup en 2012.
Enfrentó a los British and Irish Lions en 1950 perdiendo por 24 a 9.

## Palmarés

### Heartland Championship
- Finalista Meads Cup (2): 2014 y 2016
- Lochore Cup (1): 2015

## All Blacks
- Tom Fisher
- Edward Holder
- Charles McLean
- Bill Mumm
- Kenneth Svenson
- Robert Tunnicliff